# Sankt Savas kyrka, Kolare
Sankt Savas kyrka (serbiska: Црква Светог Саве/Crkva Svetog Save) är en serbisk-ortodox träkyrkobyggnad belägen i Kolare i Pomoravlje-distriktet i Serbien.
Kyrkan är helgad åt det serbiska helgonet Sankt Sava, som grundade den Serbisk-ortodoxa kyrkan och var dess första ärkebiskop. Den tillhör Sankt Savas församling i Dragocvečka i Šumadijas stift.

## Historia
Idén om att bygga Sankt Savas kyrka uppkom runt början av 1990-talet. 
Byggandet av kyrkan började 2014. Grunden, korsen och klockan invigdes samma år.

## Bilder

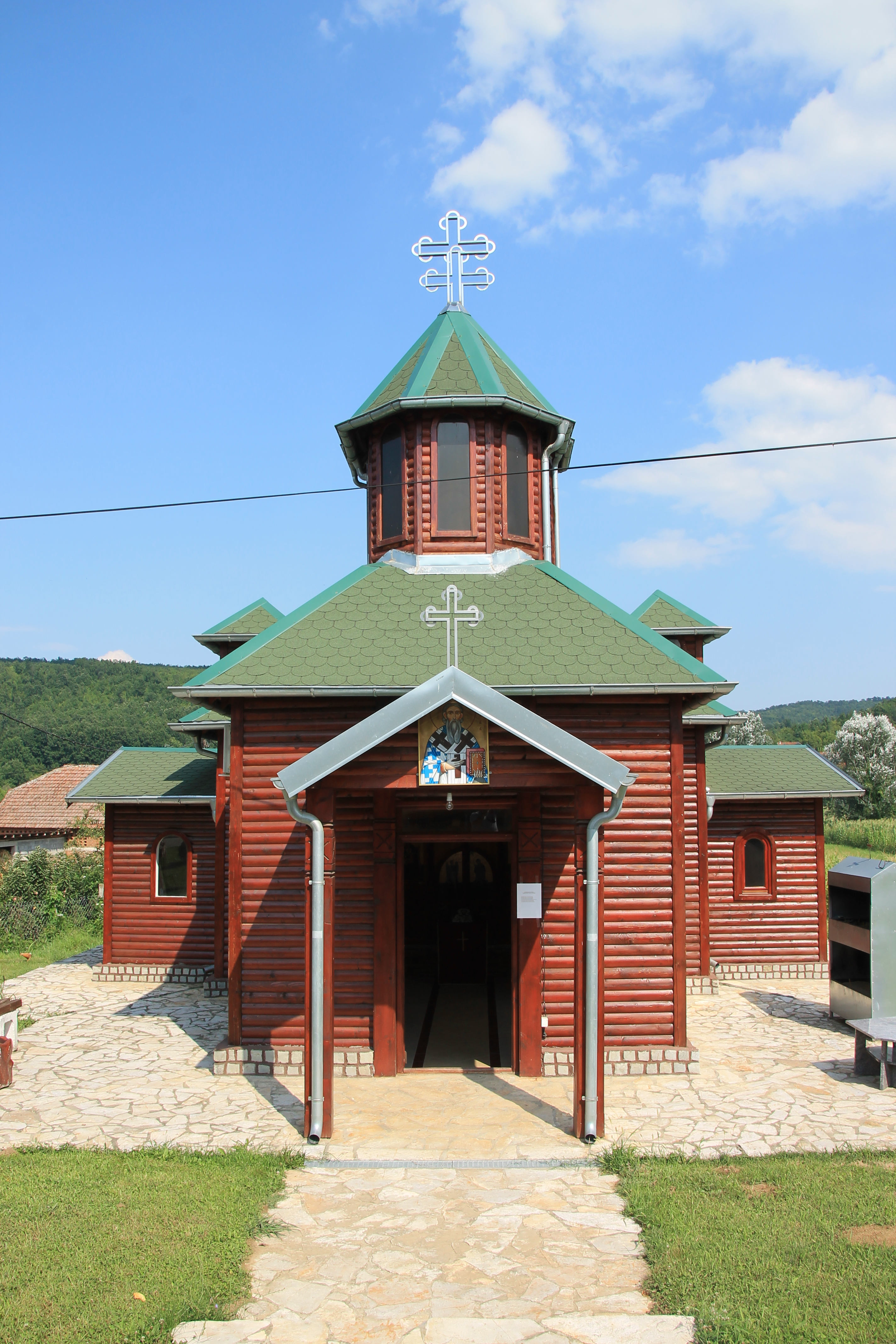
Framsidan.
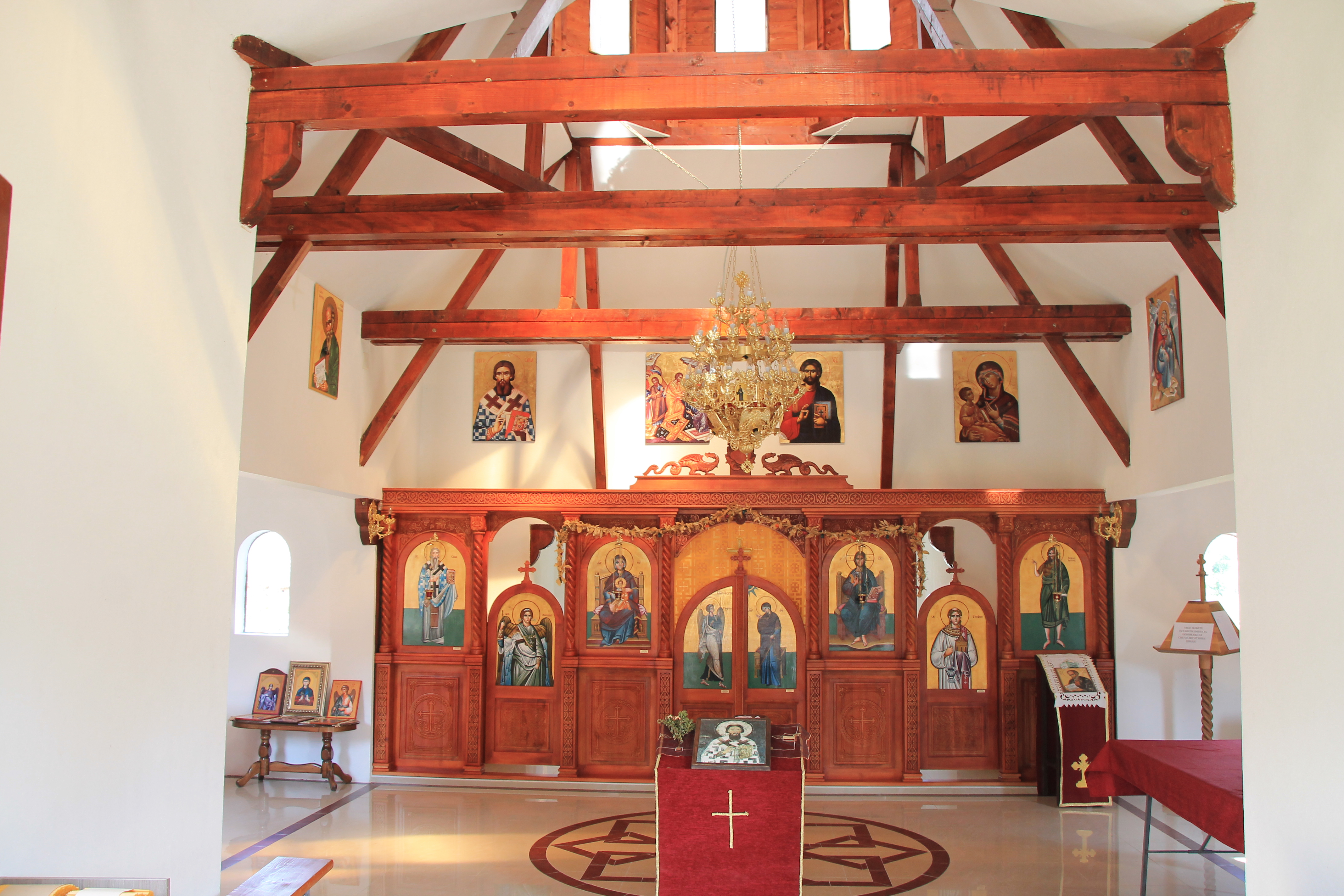
Kyrkans interiör mot ikonostasen.